# 온 디 엣지
《온 디 엣지》(On The Edge)는 존 카니가 감독을 맡고 킬리언 머피, 트리시아 베시, 조나단 잭슨, 스테판 리가 출연한 2001년 아일랜드 영화다. 자살 충동을 겪는 소년이 그의 삶에 좋은 영향을 주는 새로운 친구들을 만나는 더블린 정신병원에서 일어나는 이야기를 다뤘다.

## 요약
24시간 동안, 조나단 브릿지(머피)는 아버지의 장례식에 참여하고, 약에 취하고, 차를 훔치고, 다른 사람의 여자친구를 태우고, 그녀를 길에 버린 후 차를 몰고 벼랑에서 떨어진다. 손가락이 부러진 것 외엔 부상없이, 그는 감옥에 갈 지 정신병동에 갈 지 선택하게 된다. 파자마를 입고, 그는 쉬러 온 것이지 평가받으러 온 게 아니라는 걸 확실히 하고 피거 박사(리)의 보살핌을 받는다. 그러나 조나단은 피거 박사의 치료에 어쩔 수 없이 참여하기로 하고, 레이첼(베시), 토비(잭슨) 등 다른 환자들을 만나면서 삶에 대한 그의 태도를 다시 생각하게 된다.

## 줄거리
조나단 브릿지(킬리언 머피)는 아버지가 과음으로 자살했을 때 19살이었다. 코카인, 다른 사람의 여자친구, 이미 훔친 컨버터틀 차와 밤을 보내고 난 후 아버지의 유골함을 가지러 가기 위해 아침 5시에 형인 마이크(폴 히키)의 집을 찾는다. 함을 차 뒷자석에 놓고 조나단은 자살시도를 한다.
병원에서 깨어난 후 선택권이 주어졌다: 훔친 차 때문에 감옥에 가던가 정신병원에 가는 것. 조나단은 후자를 택했다. 방은 작고 불모지와 가까웠다. 수요일은 면회 날이라, 형이 찾아왔다. 레크레이션 방은 TV, 카드, 끝이 뭉퉁학 다트가 있었다. 환자가 된 이후 조나단은 보건법에 의해 강제로 파자마를 입는다.
조나단은 닥터 피거(스테판 리)와 함께 일주일에 세 번 그룹 치료를 했다. 거기서, 그는 레이첼(트리시아 베시), 토비(조나단 잭슨), 닉(토마스 오셜리바인), 레즐리(마르첼라 플렁킷)을 만난다. 그는 레이첼에게 관심을 보이지만 제일 먼저 치료실을 떠난다. 레이첼은 잘난 척한 조나단을 따라가 그를 때린다. 둘은 복싱을 시작하지만 레이첼이 조나단의 입을 실수로 세게 쳐 피가 난다. 조나단은 피나는 입술을 보기 위해 화장실로 가고, 레이첼은 그를 따라가 피에 관심을 나타내고, 그녀의 목과 가슴에 혈액을 바른다. 조나단은 기겁했지만 흥미로워했다. 그는 똑같이 레이첼을 좋아하는 것 같은 토비와 친구가 된다. 피거 박사와의 일대일 치료에선 빈정대지만 피거는 새해엔 자신을 죽이지 않겠다는 약속을 제안한다.
밤에 병원을 빠져나가 술집에 같이 가면서 조나단은 토비와 친해진다. 방으로 돌아온 뒤, 조나단은 레이첼이 그를 기다리고 있음에 놀란다. 그가 그녀 위에 눕는 동안, 레이첼은 쾌락을 강렬하게 만드는지 담배갑에 숨겨진 면도칼을 꺼내 그녀의 팔을 긋는다. 피가 목에 떨어지자 조나단은 행동을 멈춘다.
면회 날, 조나단은 피거 박사와 치료시간을 가지고, 레이첼에게 더 진실된 관심을 가지고 계속 추파를 던진다. 토비와 나간 어느 밤, 차를 훔쳐 탄 후 조나단은 토비가 차사고로 형을 죽게 만들었음을 안다. 볼링하는 날, 조나단은 폭력적으로 변할 만큼 싸우고, 피거 박사는 그가 무모했지만 살아남은 것에 안도하는 모습을 보게 도와준다.
삼각관계는 토비가 레이첼을 위해 쓴 시를 읽어주고 놀면서 더욱 또렷해진다. 후에 조나단과 레이첼은 레이첼의 방에서 그녀의 엄마의 죽음에 대해 알게 되고, 둘의 관계는 한층 깊어진다.
친구들은 레이첼의 아버지 집에서 새해 파티를 하기 위해 병원에서 도망나온다. 토비는 춤추는 조나단과 레이첼 사이의 분위기를 지켜보고, 레이첼과 사귈 기회가 없음을 깨닫는다. 이내 조나단과 레이첼은 윗층으로 올라간다. 다른 편에선 토비가 차고를 열고 있었다. 조나단은 레이첼에게 키스하지만 그녀는 키스를 돌려주지 않는다. 새해 카운트 다운을 시작하자 레이첼은 키스를 돌려주기 시작하고 토비는 차 안에서 약속이 끝나기를 기다린다. 자정이 되자 토비는 차를 몰고 벼랑에서 떨어져, 자살한다.
다음날, 레이첼의 아버지는 딸을 병원에서 데리고 나가고, 조나단은 레이첼에 대해 걱정하고 비참해한다. 치료시간에 조나단은 피거 박사에게 레이첼은 어떻게 되냐고 묻는다. 피거 박사는 이제 스스로 자신의 삶을 존중해야 한다고 대답한다. 조나단이 자전거를 훔쳐 병원을 나갔을 때, 피거 박사는 경비원에게 그를 보내주도록 말한다. 조나단은 레이첼의 아버지 집, 절벽으로 간다. 거기서 끝을 내려다보고 있는 레이첼을 찾는다. 조나단은 이번 년도를 같이 보낼 정도로 레이첼을 사랑한다고 말한다. 그들은 같이 걸어간다.

## 출연진
- 킬리언 머피 조나단 브릿지 역
- 트리시아 베시 레이첼 로우 역
- 조나단 잭슨 토비 역
- 스테판 리 피거 박사 역
- 폴 히키 마이키 역
- 토마스 오셜리바인 닉 역
- 마르첼라 플렁킷 레즐리 역

조나단 잭슨은 미국인이지만 영화에서 벨페스트 억양을 사용했다.

## 사운드 트랙
- "1979" - Smashing Pumpkins
- "Start!" - The Jam
- "Singin' in the Rain" - Gene Kelly
- "Is She Weird?" - Pixies
- "Rudolph the Red-Nosed Reindeer" - Burl Ives
- "Alright" - Supergrass
- "Catch the sun" - Doves
- "Seven Day Mile" - The Frames
- "Please Forgive Me" - David Gray
- "He's Not That Kind Of Girl" - Therapy?
- "God Kicks" - Therapy?